# Fasövergång

Fasövergångar mellan aggregationstillstånd.

En fasövergång är en abrupt förändring i ett ämnes tillstånd, då det går från en fas till en annan. En viktig grupp av fasövergångar är övergångar mellan olika aggregationstillstånd, till exempel då vatten smälter från is till vätska. Mindre kända typer av fasövergångar är då järn upphör att vara ferromagnetiskt och blir paramagnetiskt vid cirka 1000 K, eller då metaller går från det normala tillståndet till att vara supraledande.

## Klassificeringar av fasövergångar
Fasövergångar delas upp i två typer: första och andra ordningen.
Första ordningens fasövergång är sådana övergångar som inbegriper en latent värme. Exempelvis är övergången från is till vätska i vatten en första ordningens övergång. Tillförs energi till is förvandlas inte hela isblocket till vätska direkt, utan man får två faser i jämvikt. I ett intervall av tillförd energi har man en blandning av is och vätska, men både vätskan och isen har temperaturen 0 °C. Det går alltså åt energi för att smälta isen, utan att man lyckas höja temperaturen.
Andra ordningens fasövergång har inte någon latent värme. Detta gör att övergången i någon bemärkelse blir kontinuerlig, löst talat. Exempelvis är övergången från att vara ferromagnetisk till att bli paramagnetisk hos järn en andra ordningens övergång.

## Exotiska fasövergångar
Även andra system än rena fysikaliska system, som man tänker på i samband med fasövergångar, kan ha fasövergångar. Exempelvis kan man visa att vissa biologiska system har fasövergångar.
En klass fasövergångar som blivit viktigare och viktigare att studera är kvantfasövergångarna.